# Брусовка (Луганская область)
Бру́совка (укр. Брусівка) — село, относится к Беловодскому району Луганской области Украины.

## Географическое положение
Расположено на р. Бишконь (р. Сухой Обиток) в 22 км от Беловодска, в 45 км от железнодорожной станции Старобельск. Занимает площадь 6,318 км².

## История
Село основано в 1802 году (до этого село было хутором — Брусов хутор укр. Брусів хутір — 1789 год), территория заселена украинскими крестьянами, выходцами из Черниговской, Полтавской губерний. Название села образовано от фамилии землевладельца — Брус. В 1830 году в селе проживало 609 мужчин и 521 женщина.

## Население
Население по переписи 2001 года составляло 717 человек.

## Достопримечательности
Вблизи села выявлено 9 курганов.